# كأس شي بيليفز 2024
كأس شي بيليفز 2024 (بالإنجليزية: SheBelieves Cup 2024) هي النسخة التاسع من بطولة كأس شي بيليفز منذ انطلاقها عام 2016، عرفت هذه البطولة لأسباب تتعلق بالرعاية باسم كأس شي بيليفز 2024 مقدمة من فيزا وهي بطولة كرة قدم نسائية بدعوة أقيمت في الولايات المتحدة. وشاركت في البطولة فرق وطنية من البرازيل وكندا واليابان والولايات المتحدة، وأُقيمت في الفترة من 6 إلى 9 أبريل 2024. فازت الولايات المتحدة بالبطولة، محققةً فوزها الخامس على التوالي في كأس شي بيليفز والسابع إجمالاً، متغلبةً على كندا صاحبة المركز الثاني بركلات الترجيح من سبع جولات بعد تعادلهما 2-2 في الوقت الأصلي. فازت البرازيل بمباراة المركز الثالث بركلات الترجيح بعد تعادلها 1-1، بينما احتلت اليابان المركز الرابع.

## نظام البطولة
بسبب تغيير موعد بطولة كأس الكونكاكاف الذهبية للسيدات، اختلف نظام البطولة عن السنوات السابقة. حيث لعبت الفرق الأربعة المدعوة بنظام أربع مباريات، تتضمن مباراتين في نصف النهائي، ومباراة تحديد المركز الثالث، ومباراة نهائي. استمرت كل مباراة لمدة 90 دقيقة كالمعتاد، تلتها ركلات الترجيح مباشرةً في حال التعادل.

## الملاعب
قام الاتحاد الأمريكي لكرة القدم بتركيب العشب في ملعب مرسيدس بنز، الذي استضاف الدور نصف النهائي، والذي سيُستخدم أيضًا في كأس العالم لكرة القدم 2026. أُقيمت مباراة تحديد المركز الثالث والنهائي في ملعب لوير.كوم.
| أتلانتا، جورجيا                          | كولومبوس، أوهايو  |
| ---------------------------------------- | ----------------- |
| ملعب مرسيدس بنز                          | لوور دوت كوم فليد |
| السعة: 42,500                            | السعة: 20,371     |
|                                          |                   |
| أتلانتا كولومبوسكأس شي بيليفز 2024 (USA) |                   |

## الفرق
| الفريق           | تصنيف الفيفا (مارس 2024) |
| ---------------- | ------------------------ |
| الولايات المتحدة | 4                        |
| اليابان          | 7                        |
| كندا             | 9                        |
| البرازيل         | 10                       |

## مسار البطولة
|  | نصف النهائي                      | نصف النهائي |                                  |       | النهائي | النهائي |
|  |                                  |             |                                  |       |         |         |
|  | 06 أبريل 2024 – أتلانتا، جورجيا  |             |                                  |       |         |         |
|  |                                  |             |                                  |       |         |         |
|  | الولايات المتحدة                 | 2           |                                  |       |         |         |
|  | الولايات المتحدة                 | 2           | 09 أبريل 2024 – كولومبوس، أوهايو |       |         |         |
|  | اليابان                          | 1           |                                  |       |         |         |
|  | اليابان                          | 1           | الولايات المتحدة (ج.)            | 2 (5) |         |         |
|  | 06 أبريل 2024 – أتلانتا، جورجيا  |             | الولايات المتحدة (ج.)            | 2 (5) |         |         |
|  |                                  | كندا        | 2 (4)                            |       |         |         |
|  | البرازيل                         | كندا        | 2 (4)                            | 1 (2) |         |         |
|  | البرازيل                         |             |                                  | 1 (2) |         |         |
|  | كندا (ج.)                        | 1 (4)       |                                  |       |         |         |
|  | كندا (ج.)                        | 1 (4)       | النهائي                          |       |         |         |
|  |                                  |             |                                  |       |         |         |
|  | 09 أبريل 2024 – كولومبوس، أوهايو |             |                                  |       |         |         |
|  |                                  |             |                                  |       |         |         |
|  | اليابان                          | 1 (0)       |                                  |       |         |         |
|  | اليابان                          | 1 (0)       |                                  |       |         |         |
|  | البرازيل (ج.)                    | 1 (3)       |                                  |       |         |         |

## نتائج المباريات
جميع الأوقات محلية. (UTC−4)

### نصف النهائي
| الولايات المتحدة             | 2–1   | اليابان   |
| ---------------------------- | ----- | --------- |
| - شو 21' - هوران 77' (ركلة.) | تقرير | - 1' سيكا |

| البرازيل                                | 1–1   | كندا                                     |
| --------------------------------------- | ----- | ---------------------------------------- |
| - تارسياني 22' (ركلة.)                  | تقرير | - 77' غيليس                              |
| ركلات الترجيح                           |       |                                          |
| - مارتا - كرستياني - أنتونيا - تارسياني | 2–4   | - لورانس - ليون - ج. روز - أووجو - غروسو |

### مباراة المركز الثالث
| اليابان                   | 1–1   | البرازيل                        |
| ------------------------- | ----- | ------------------------------- |
| - تاناكا 35'              | تقرير | - كرستياني 71'                  |
| ركلات الترجيح             |       |                                 |
| - سيكا - ناغانو - هاسيكوا | 0–3   | - كرستياني - تارسياني - أنجلينا |

### النهائي
| الولايات المتحدة                                           | 2–2   | كندا                                                       |
| ---------------------------------------------------------- | ----- | ---------------------------------------------------------- |
| صوفيا 50'، 68'                                             | تقرير | ليون 40'، 86' (ركلة.)                                      |
| ركلات الترجيح                                              |       |                                                            |
| - رودمان - صوفيا - نايير - هوران - سونيت - دالكيمبر - فوكس | 5–4   | - فليمينغ - ليون - ج. روز - لاكاس - غروسو - لورانس - فيينز |

## أفضل هدافين
عدد الأهداف المُسجلة  11 هدفًا  في 4 مباراة، بمتوسط 2.75 هدفًا في المباراة الواحدة.
هدفان
- أدريانا ليون
- صوفيا سميث

هدف
- كرستياني
- تارسياني
- فانيسا غيليس
- كيكو سيكا
- مينا تاناكا
- هوران
- شو